# ادیب برومند
عبدالعلی ادیب برومند (زاده‌ی ۱۳۰۳ در گزبرخوار – درگذشته‌ی ۲۳ اسفند ۱۳۹۵ در تهران) شاعر ملّی ایران، وکیل دادگستری و رئیس هیئت رهبری و شورای مرکزی جبهه ملی ایران بود.
بعد از تأسیس جبهه‌ی ملی ایران توسط چهره‌هایی چون محمد مصدق و حسین فاطمی و آغاز نهضت ملی شدن نفت، ادیب برومند به حمایت از آنان برخاست. بعد از این که دولت مصدق در جریان کودتای ۲۸ مرداد سقوط کرد، برومند به همراه بسیاری از یاران مصدق چون محمد نخشب و سید رضا زنجانی و… برای فعالیت سیاسی به نهضت مقاومت ملی پیوست. او در سال ۱۳۳۹ به همراه الله‌یار صالح، غلام‌حسین صدیقی، باقر کاظمی و کریم سنجابی و… در تأسیس جبهه ملی به عنوان یک تشکیلات سیاسی شرکت داشت و در جریان تحصن در مجلس سنا دستگیر و زندانی شد.
در جریان انقلاب اسلامی ایران، جبهه‌ی ملی تحت رهبری کریم سنجابی به جمع مخالفان سلطنت پهلوی پیوست و پس از پیروزی انقلاب، ادیب برومند به عضویت در هیئت رهبری جبهه‌ی ملی انتخاب شد و در راه برقراری دمکراسی و جمهوری فعالیت کرد. بعد از انقلاب و خروج کریم سنجابی از دولت موقت، جبهه ملی به انتقاد از جمهوری اسلامی پرداخت و در اواخر سال ۱۳۵۸ و پس از تصویب قانون اساسی تبدیل به یکی از مخالفان جمهوری اسلامی شد و سرانجام در ۲۵ خرداد ۱۳۶۰، بعد از تظاهرات جبهه‌ی ملی علیه لایحه‌ی قصاص، روح‌الله خمینی جبهه‌ی ملی را مرتد نامید و حکم ارتداد آنان را صادر کرد و به دنبال این نطقِ روح‌الله خمینی، فعالیت‌های جبهه‌ی ملی سرکوب شد.
بعد از گذشت سیزده سال، جبهه‌ی ملی در سال ۱۳۷۳ تحت رهبری ادیب برومند و با حضور افرادی نظیر حسین شاه‌حسینی، حسین موسویان، پرویز ورجاوند و مسعود حجازی مجدداً احیا شد و به مخالفت‌های خود با جمهوری اسلامی ادامه داد. طولانی‌ترین دوره از فعالیت‌های جبهه‌ی ملی، در زمان ریاست ادیب برومند رقم خورده‌است. ادیب برومند خواستار جدایی دین از حکومت بود.
از ادیب برومند، چندین کتاب شعر منتشر شده‌است. وی در زمینه‌ی ادبیات فارسی، فعالیت‌های زیادی داشته‌است.

## زندگی‌نامه
ادیب برومند در بیست و یکم خرداد ۱۳۰۳ در زادگاهش شهر گز از شهرستان بُرخوار استان اصفهان به دنیا آمد. پدرش مصطفی قلی خان برومند از خوانین گز بود که از حُسنِ خط و مقدمات زبان عربی و آگاهی‌های تاریخی بهره داشت. به زبان فرانسه مسلّط و از جمله تجددطلبان عصر بود؛ هیچ‌گاه شغل دولتی نپذیرفت و به کار ملک‌داری و کشاورزی اکتفا کرد.
ادیب تا سن ۱۶ سالگی به نثرنویسی اهتمام می‌ورزید ولی از ۱۷ سالگی بیشتر به شعر و شاعری روی آورد و با دلبستگی و علاقه‌ای که به شاعران و اشعار شعرای دوران مشروطه پیدا کرده بود، به سرودن شعر در همین سبکِ نوپا که از جهت موضوع و مطلب دیرینگی نداشت و موضوع آن مسایل روز بود، پرداخت.
ادیب برومند در جوانی با کسب رتبه ۳ در آزمون ورودی دانشکده حقوق دانشگاه تهران به کسب دانش در رشته حقوق قضایی آغاز ورزید و در طی تحصیل در دانشکده حقوق به مطالعه پیرامون ادبیات فارسی پرداخت و به زبان‌های عربی و فرانسه نیز تسلط پیدا کرد.
او پس از حادثه سوم شهریور ماه ۱۳۲۰ و اشغال ایران به وسیله متفقین در جنگ جهانی دوم، به سرودن شعرهای سیاسی و میهنی پرداخت. موضوع این اشعار حمله به اشغال کنندگان ایران و مخالفت با عوامل بیگانه یعنی هواداران شوروی و انگلیس و انتقاد از دیکتاتوری دوران رضا شاه پهلوی و تقویت آزادی‌خواهی و استقلال طلبی و حسّ وطن‌خواهی در مردم ایران بود که در جراید و مجلات کشور منتشر می‌شد. وی همچنین اشعاری ضد غائله آذربایجان و زمزمهُ تجزیه طلبی در آن سامان، حزب دموکرات آذربایجان و حکومت سید جعفر پیشه‌وری سرود.
ادیب برومند در آن سالیان دور در اپرت (ایران پر آشوب - بهمن ماه ۱۳۲۶) انقلاب و تغییر حکومت در ایران را پیش‌بینی کرده بود.
ادیب برومند در سال ۱۳۲۵ از وزارت دادگستری ابلاغی برای شغل دادیاری دادگستری اردبیل دریافت کرد ولی از پذیرفتن سِمَت قضائی اعراض نمود و تقاضای صدور پروانهٔ کارآموزی وکالت دادگستری کرد و دو سال بعد به‌طور مستقل به‌عنوان وکیل پایه یک دادگستری مشغول کار شد؛ وی سال‌ها وکیل بانک ملّی ایران بود و وکالت‌های متفرق را کمتر می‌پذیرفت.

## جبهه ملی ایران

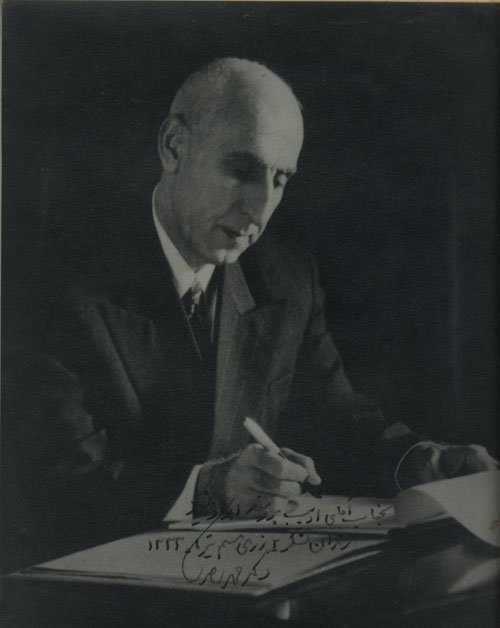
محمد مصدق - متن روی عکس: "به جناب آقای ادیب برومند اهدا می‌شود. زندان لشکر ۲ زرهی - بیستم تیرماه ۱۳۳۳"

از آبان ۱۳۲۸ که جبهه ملی ایران به رهبری محمد مصدق بنیان‌گذاری شد و نهضت ملی کردن صنعت نفت در سراسر ایران جنب و جوش خاصی پدیدآورده بود، ادیب برومند از هواداران نهضت ملی ایران گردید و با سرودن اشعار میهنی و سیاسی به هم‌گامی با جبهه ملی و این نهضت ضد استعماری پرداخت و با نفوذ سیاسی انگلیس و تحریکات روسیه شوروی مخالفت کرد. وی پس از کودتای ۲۸ مرداد همچنان با حکومت کودتا به مبارزه برخاست.
بعد از این که نهضت مقاومت ملی توسط سید رضا زنجانی با همراهی حسین شاه حسینی و محمد نخشب، ابراهیم کریم آبادی و… با هدف سازمان دادن یاران و هواداران مصدق برای مبارزه سیاسی، تأسیس شد، ادیب برومند به همراه سایر فعالان حزبی یا مستقل آن پیوست.

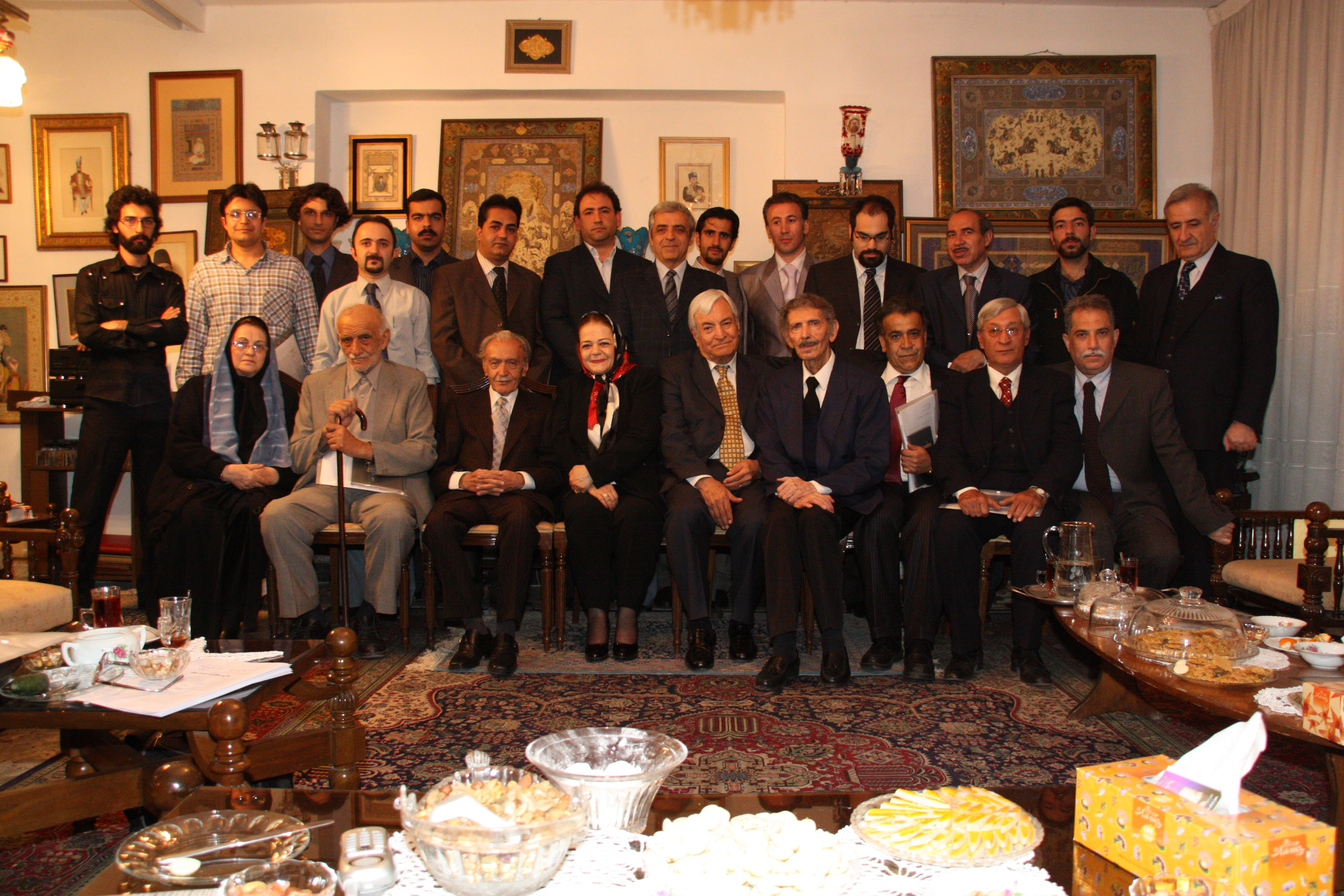
دیدار نورورزی سرای ادیب برومند

ادیب برومند در سال ۱۳۳۹ جزء بنیان‌گذاران جبهه ملی دوم بود و تا زمان انحلال ان عضو شورای مرکزی جبهه ملی ایران محسوب می‌گردید. او به سمت منشی اوّل کنگره جبهه ملی در سال ۱۳۴۱ به ریاست الله‌یار صالح انتخاب شد و به همراه مهندس کاظم حسیبی تنها کسانی بودند که پس از استعفای اعضای شورای مرکزی جبهه ملی دوم از سمت خود استعفا ندادند.
ادیب برومند در سال ۱۳۵۶ نیز با شروع فعالیت جبهه ملی چهارم تحت رهبری کریم سنجابی، دوباره در شورای مرکزی جبهه ملی حضور یافت و فعالیت بسیاری در جهت نیل به آزادی و برقراری حکومت مردمی و حاکمیت ملّی انجام داد. پس از پیروزی انقلاب اسلامی ایران (در سال ۱۳۵۷)، ادیب برومند، کریم سنجابی، اصغر پارسا، علی اردلان و یوسف جلالی موسوی، هیئت رهبری جبهه ملی را تشکیل دادند. ادیب برومند در انتخابات مجلس دوره (۱۳۵۹) اول از سوی جبهه ملی ایران ثبت نام کرد. در ۲۵ خرداد ۱۳۶۰، جبهه ملی در اعتراض به قانون قصاص، تظاهرات گسترده‌ای به پا کرد و به دنبال آن، روح‌الله خمینی حکم تکفیر و ارتداد جبهه ملی را صادر کرد و دستگیری و سرکوب شدید اعضای جبهه ملی شروع شد.
ادیب برومند بنیان‌گذار جبهه ملی پنجم در سال ۱۳۷۳ است و سال‌ها ریاست شورای مرکزی و هیئت رهبری جبهه ملی ایران را بر عهده داشت. طولانی‌ترین دوره فعالیت این سازمان در زمان رهبری ادیب برومند امکان‌پذیر شده‌است. او در سال ۱۳۷۲ علی‌رغم مخالفت‌ها و ممانعت‌های مسوولین امنیتی اقدام به تشکیل شورای مرکزی جبهه ملی از اعضای باقی‌مانده شورای مرکزی (جبهه ملی چهارم) کرد و به همراه سید حسین موسویان، حسین شاه‌حسینی، مسعود حجازی، علی اردلان، پرویز ورجاوند هیئت اجرایی موقت جبهه ملی را تشکیل دادند.
بعد از ایجاد نظم مجدد سازمانی، جبهه ملی به ریاست برومند در سال ۱۳۸۲، پلنوم خود را به نام  الله‌یار صالح برگزار کرد و اساس‌نامه نهایی جبهه ملی با نظارت مستقیم برومند، داوود هرمیداس باوند و دیگران تصویب شد. در اصل سوم آن بر جدایی دین از حکومت تأکید شده‌است.

## آثار و فعالیت‌های ادبی
ادیب برومند، فعالیت‌های ادبی خود اعم از نثر و نظم را در اواخر دوران دبیرستان شروع کرده و مقالاتش در روزنامه‌های دهه بیست مانند نوبهار (به مدیریت ملک الشعرا بهار)، روزنامه اصفهان و.. منتشر می‌شد. ابتدا تخلص نهال را انتخاب کرد و سپس ادیب اصفهانی و بعد با اشارت استادانی مانند بهار به ادیب تغییر داد.
برومند در ۱۳۲۷ به عضویت انجمن فرهنگستان به ریاست حسین سمیعی (ادیب السطنه) انتخاب شد.

او در زمینه سبک نگارگری و همچنین نگارگران دوران قاجار دارای شناخت کامل بوده و مقالات بسیاری در این مورد نشر داده و مجموعه کلکسیون شخصی او به همراه توضیحات در مورد سبک‌های هنری دوران قاجار در کتاب نگارستان ادیب منتشر شده‌است. برومند همچنین اولین کتاب در خصوص هنر قلمدان را نگاشته‌است.
ادیب برومند بیش از شصت سال با قلم و قدم در راهِ سربلندی ایران و تحقق آزادی و ضدیت با استبداد و استعمار کوشیده و بیشترین قسمت اشعارش میهنی و سیاسی و ملی است که بیشتر آن‌ها در مجموعه اشعارش با نام «حاصل هستی» به چاپ رسیده‌است.
پیش از این نیز مجموعه شعرهایی از وی به نام‌های «ناله‌های وطن»، «پیام آزادی»، «دردآشنا»، «سرود رهایی»، «راز پرواز»، «مثنوی اصفهان» و «روزگار دژم» و پژواک ادب به چاپ رسیده‌است. تصحیح دیوان حافظ، تصحیح و بازنویسی داستان‌های رستم و اسفندیار، سیاوش و سودابه، به پیشگاه فردوسی، هنر قلمدان و تراز سخن از دیگر آثار اوست.
ادیب برومند جزء معدود شعرای ایران زمین (همانند حکیم ابوالقاسم فردوسی و…) است که لقب «شاعر ملی» را از سوی مردم ایران دریافت کرده‌است. (او همچنین از سوی دکتر محمد مصدق لقب «شاعر ملی» را دریافت داشت.)
- «حاصل هستی»: مجموعه‌ای که اغلب اشعار سیاسی و ملی وی را در برمی‌گیرد. ناشر:قصیده‌سرا، ۱۳۸۰[۱۸]
- «ناله‌های وطن» روزنامه اصفهان، ۱۳۲۴[۱۹]
- «پیام آزادی»
- «دردآشنا» نشر هنر ۱۳۶۲[۲۰]
- «سرود رهایی» انتشارات پیک دانش، ۱۳۶۷[۲۱]
- «راز پرواز» انتشارات دیبا ۱۳۷۴[۲۲]
- «مثنوی اصفهان» نشر مرسا، ۱۳۷۹
- «روزگار دژم»
- «تصحیح دیوان غزلیات حافظ»[۲۳]
- «ارمغان سفر حج»[۲۴]
- «به پیشگاه فردوسی» نشر شباویز، ۱۳۸۰[۲۵]
- «طراز سخن» (مقالات ادبی، سیاسی و هنری) نشر عرفان ۱۳۸۵[۲۶]
- «فاجعه مرداد»، انتشارات جبهه ملی، ۱۳۵۸
- گل‌های موسمی: مجموعه غزل، نشر عرفان ۱۳۸۷[۲۷]
- «هنر قلمدان، مشتمل بر پیشگفتار، انواع قلمدان، شناسائی نقاشان قلمدان» ناشر وحید، ۱۳۶۶[۱۵]
- «نگارستان ادیب» (آبان ۱۳۹۲) - رونمایی در خانه هنرمندان ایران[۲۸]

## دیدگاه‌های ادبی
ادیب دربارهٔ مفهوم شعر و سبک خود چنین می‌گوید:
 به عقیده من شعر یک پدیده خیال‌انگیز معنویست که باید به محض شنیدن، شنونده را متوجه یک حقیقت مسلم یا یک موضوع عبرت‌آمیز یا یک توصیف جاذب از دیده‌ها و شنیده نماید و او را زیر تأثیر عمیق قرار دهد. شعر باید با بیان احساس خیال شنونده را به زوایای اموری بکشاند که موجب تحریک احساسات و تلطیف عواطف او گردد و به وی درس دلدادگی به حقایق و نیکویی‌ها بدهد. من این‌گونه لطایف تخیلی را که همراه با اندیشه‌های سازنده‌است و گاه سرآغاز کارهای بزرگ می‌شود شعر می‌دانم به شرط آن‌که در قالب وزنهای خوشایند و دلنواز قرار گیرد و از انسجام کامل برخوردار باشد.
به‌طور کلی ما در ادبیات فارسی «شعر سپید» سراغ نداریم آنچه امروز به این نام آمده اگر جنبهٔ خیال‌انگیزی و رقّت و عاطفه‌پروری داشته باشد نثر شاعرانه‌است و شعر نیست؛ اگر بخواهند کتابی دربارهٔ نثر معاصر بنویسند نمی‌توانند نثر شاعرانه را از قلم بیندازند و آن را در کتابی که برای شعر این زمان است وارد کنند. در قدیم هم نثر شاعرانه داشته‌ایم که کسی آنها را شعر ننامیده‌است؛ مانند مقامات حمیدی، برخی از عبارات گلستان سعدی، مناجات خواجه عبدالله انصاری پاره‌های از منشآت قائم مقام فراهانی که مسجّع و مقفا بوده و روح شاعرانه داشته‌است؛ و امّا شعر آزاد که من آن را شعرواره می‌خوانم چنانچه وزن عروضی داشته باشد و مطلب با احساسی از آن مفهوم شود هرچند وزن عروضی در همان بحر گاهی شکسته شود و به کار بردن قافیه هم الزامی نباشد با آن موافقم و خودم نیز چند قطعه ازین نوع شعرواره‌ها بر سبیل تفنن سروده‌ام مانند: مرگ رستم در کتاب «حاصل هستی» ولی اگر یک مشت کلمات نامربوط و عبارت نامفهوم به شکلهای مختلف زیر هم بنویسند که بخواهند بگویند نثر نیست باید بگویم نه شعرست و نه نثر بلکه ترّهات است!

اساساً سخنی که دارای جوهره شعری و خیال‌انگیز و محرک احساسات است باید در لباس نظم خودآرایی کند و با موسیقی کلام همراه باشد وگرنه چندان اثری بر آن مترتب نیست البته هر سخن منظومی هم شعر نیست و نظم تنها کفایت نمی‌کند.
ادیب برومند در مورد شعر و ادب پارسی و نوع ارتباط آن با مردم چنین می‌گوید:
1. شعرش باید جزء اشعار ممتاز زبان فارسی باشد و استادی‌اش در شعر مسلم باشد.
2. نسبت به فرهنگ ملی و تاریخ و جغرافیای کشور به دیدهٔ احترام و علاقه بنگرد.
3. خدمتگزار به فرهنگ و علم و ادب باشد و خود نیز از قدرشناسان خدمتگزاران ایران باشد.
4. نسبت به آداب و رسوم باستانی و اصالت زبان فارسی و شعر فارسی اظهار دلبستگی صمیمانه نماید.
5. هوادار طبقات زحمتکش بوده و به عدالت اجتماعی وفادار باشد.
6. در راه استقلال و آزادی و مصالح ملی از خودگذشتگی نشان بدهد و به طمع مال و منصب از هالهٔ اصالت خود بیرون نیاید و رنگ عوض نکند.
7. از هنجارهای درست اخلاقی و وقار و متانت پیروی کند و احترام عنوان «شاعر ملی» را حفظ کند.
8. به مردم درس وطن‌خواهی و ملت دوستی بدهد و غرور ملی را در جامعه بیدار سازد و از کاستی‌های جامعه انتقاد کند.
9. از حکومت‌های خودکامه و بی اعتنا به سرنوشت ملت انتقاد کند و با آن‌ها مبارزه کند.
10. از تحمل دشواری‌ها در مقابل حق گویی نهراسد.
11. نسبت به گرفتاری‌های ملت‌های ستم دیده دیگر بی‌طرف نماند.
12. از نزدیک شدن به قدرت مداران همواره بپرهیزد.

## بنیاد فرهنگی و فرهنگسرای ادیب برومند
بنیاد فرهنگی و فرهنگسرای ادیب برومند در در ۲۵ مهر ۱۳۸۲ در شهر گز، زادگاه وی در خانه تاریخی برومند طی مراسمی گشایش یافت. زمین آن به مساحت ۳۳۵۰ متر مربع از سوی وی اهدا گردیده بود.

## درگذشت
ادیب برومند در ۲۳ اسفندماه ۱۳۹۵ در سن ۹۳ سالگی به علت کهولت سن در تهران درگذشت. سید محمود دعایی بر تابوت برومند در حالی که بر آن پرچم شیر و خورشید قرار داده شده بود نماز میت خواند.

## جشن‌نامه

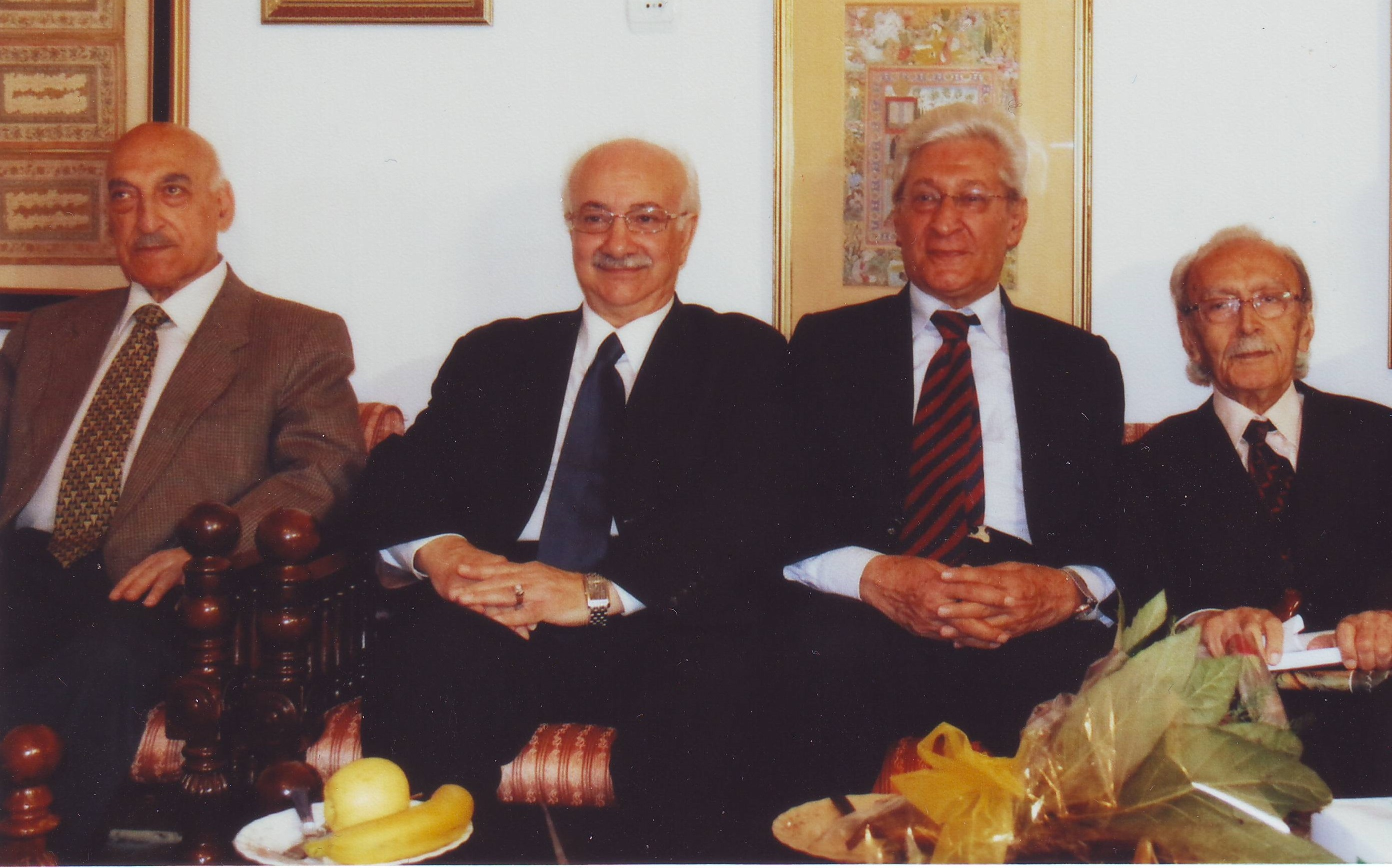
اعضای هیئت اجرایی

کتاب «آفرین ادیب، جشن‌نامهٔ استاد ادیب برومند» جشن‌نامه‌ای است که به پاس فعالیت‌های میهنی، ادبی و فرهنگی ادیب برومند به کوشش شاهین آریامنش منتشر شده‌است. این کتاب شامل مقاله‌هایی از مظاهر مصفا، ناصر تکمیل همایون، احمد مهدوی دامغانی، ژاله آموزگار، کتایون مزداپور، فضل‌الله رضا، اسماعیل یغمایی و شماری پژوهشگر دیگر است. کتاب آفرین ادیب روز ۲۲ خردادماه ۱۳۹۳ در بنیاد موقوفات افشار رونمایی شد که سید محمود دعایی، احمد اقتداری، داوود هرمیداس باوند، ژاله آموزگار و شاهین آریامنش در آن حضور داشتند.